# Sena Madureira
Sena Madureira là một đô thị thuộc bang Acre, Brasil. Đô thị này có diện tích 25278 km², dân số năm 2007 là 33614 người, mật độ 1,32 người/km².